# Béatrice Mortimer
Béatrice Mortimer (vers 1319 – 16 octobre 1383) est une femme de la noblesse anglaise du XIVe siècle.

## Biographie
Béatrice Mortimer est l'un des douze enfants de Roger Mortimer, 3e baron Mortimer de Wigmore et 1er comte de March, et de Jeanne de Geneville, 2e baronne Geneville. Elle est issue de la famille Mortimer, d'origine normande et établie en Angleterre depuis l'avènement de Guillaume le Conquérant. Le père de Béatrice s'illustre militairement au cours du règne d'Édouard II en Irlande et prend part à une rébellion infructueuse contre le roi en 1321 et 1322. À l'issue de celle-ci, les parents et certains membres de la fratrie de Béatrice sont incarcérés sur ordre d'Édouard II, mais Béatrice elle-même ne semble pas avoir été concernée par cette décision, probablement en raison de son jeune âge. Elle ne retrouve ses parents et ses frères et sœurs qu'à la chute d'Édouard II à la fin de l'année 1326.
Le retour en grâce de Roger Mortimer lui permet de rechercher des partis puissants pour ses enfants,. Dans le cadre d'une brillante politique matrimoniale, Béatrice est donc mariée à Édouard de Norfolk, fils et héritier de Thomas de Brotherton, 1er comte de Norfolk, tandis que sa sœur Agnès est mariée à Lawrence Hastings. Le roi Édouard III et la reine douairière Isabelle de France assistent au mariage à Hereford, qui a lieu à l'été 1329,. Béatrice se retrouve veuve le 9 août 1334 et se remarie en secondes noces avant le 13 septembre 1337 avec Thomas de Brewes, 1er baron Brewes, auquel elle donne trois enfants. De nouveau veuve le 9 ou 16 juin 1361, Béatrice ne se remarie pas par la suite et meurt le 16 octobre 1383 : elle est alors le dernier membre de sa fratrie à mourir.

## Descendance
De son second mariage avec Thomas de Brewes, Béatrice Mortimer a cinq enfants :
- Béatrice de Brewes, épouse William de Say, 2e baron Say ;
- Elizabeth de Brewes, morte en bas âge ;
- Joan de Brewes, morte en bas âge ;
- Peter de Brewes, mort en bas âge ;
- John de Brewes (v. 1339 – 3 février 1366/7), 3e baron Brewes, épouse Elizabeth Montagu ;
- Thomas de Brewes (v. 1352 – 2 septembre 1395), 4e baron Brewes, épouse une certaine Margaret.